# Graptoppia neonominata
Graptoppia neonominata är en kvalsterart som beskrevs av Subías 2004. Graptoppia neonominata ingår i släktet Graptoppia och familjen Oppiidae. Inga underarter finns listade i Catalogue of Life.